# Janusz Wachowicz
Janusz Wachowicz (ur. 18 lipca 1949 w Łobzie) – dziennikarz Polskiego Radia Szczecin, lektor TVP, publicysta prasowy.

## Życiorys
Ur. 18. lipca 1949 r. w Łobzie, dokąd po wojnie przybyli jego rodzice, pochodzący ze zubożałej, szlacheckiej rodziny Wachowiczów z Ziemi Dobrzyńskiej. Mgr inż. Budowy Maszyn i Okrętów. Dziennikarz Polskiego Radia Szczecin. Lektor telewizyjny i filmowy. Publicysta prasowy, autor artykułów o tematyce społecznej w prasie regionalnej i ogólnopolskiej. Autor książek: 
- „Saga rodu Gniewoszów”[1]

- „Rodzina Lerchenfeldów”[2]

W młodości sportowiec lekkoatleta, m.in. Mistrz Powiatu Łobeskiego w Czwórboju Lekkoatletycznym w roku 1963, uczestnik zawodów na szczeblu wojewódzkim. Zwycięzca konkursów recytatorskich i z wiedzy o literaturze. W szkole średniej w Szczecinie zwycięzca wielu turniejów i konkursów: lekkoatletycznych, szachowych, recytatorskich, oraz Wojewódzkiego Turnieju Wiedzy o Sztuce w 1970 r. Zapalony turysta, zdobywca wszystkich Górskich Odznak Turystycznych i Odznak Turystyki Pieszej, dyplomowany Organizator Rajdów na Orientację. W czasie studiów na Wydziale Budowy Maszyn i Okrętów Politechniki Szczecińskiej laureat nagrody „Primus Inter Pares”, dziennikarz Akademickiego Radia Pomorze, zwycięzca ogólnopolskich konkursów na audycje radiowe. Współorganizator Festiwalu Artystycznego Młodzieży Akademickiej „FAMA” 74 w Świnoujściu. W 1977 roku rozpoczął pracę w Polskim Radiu Szczecin. Specjalizował się w reportażu społecznym. W swoich wędrówkach „Z Kolbergiem po kraju” docierał do najbardziej zapomnianych miejsc na szczecińskiej ziemi, przedstawiając ludzi, ich pasje i problemy. Wytrwały kronikarz wydarzeń kulturalnych m.in. interdyscyplinarnych spotkań artystów pn. „Warsztaty 13 Muz” czy „Łobeskich Spotkań Marynistycznych”.  
Od 1980 r. członek Związku „Solidarność”. W stanie wojennym wyrzucony z pracy decyzją Komisji Weryfikacyjnej. Zaangażował się w działalność opozycyjną. W 1983 r. znalazł zatrudnienie w Polonijnym Przedsiębiorstwie Zagranicznym „Rega” w Płotach, gdzie pracował do 1989 r., w ostatnim okresie jako Zastępca Dyrektora do Spraw Technicznych. Do pracy w Polskim Radiu wrócił w 1991 roku, początkowo jako lektor i spiker o charakterystycznym, rozpoznawalnym przez słuchaczy głosie, później zastępca kierownika Redakcji Informacji i starszy publicysta w Redakcji Publicystyki. Autor dziesiątków reportaży o tematyce społecznej i kulturalnej oraz wielu innych audycji i relacji z wydarzeń kulturalnych w Szczecinie.

## Publikacje
Oprócz reportaży radiowych publikował artykuły i reportaże w prasie ogólnopolskiej i regionalnej m.in. w „Wiadomościach Ziemiańskich”, „Problemach opiekuńczo wychowawczych”, „Głosie Szczecińskim”, „Zeszytach Polskiego Towarzystwa Ziemiańskiego” oddział w Szczecinie, miesięczniku „Dialogi”.
Wybrane reportaże radiowe:
- Symbole szczęścia - 2003 r.
- Noc Niepodległościowa z Barbarą Wachowicz - 2004 r.
- I taka cisza jest w nas. /Niesłyszący/ - 2004 r
- Malowane ustami. /niepełnosprawni/ – 2004 r.
- Tu jest mój Heimat. /szczecińscy autochtoni/ – 2004 r.
- Ostatnia, polska gazeta. /Kurier Szczeciński/ – 2004 r.
- Dzieci z Pahiatua. /polskie dzieci uratowane z Syberii/ – 2004 r.
- Lindenhofer Weg – 2004 r.
- Pogotowie teatralne – 2004 r.
- Maratończyk. /samotny, bezdomny/ – 2004 r.
- Mamy nadzieję, że wrócą. /dzieci alkoholików/ – 2004 r.
- Rodzina – 2004 r.
- Poławiacze. /z cyklu Morskie opowieści/ - 2004 r.
- Nie tylko we Lwowie – 2005 r.
- Oczekiwanie. /o malarzu Henryku Boehlke/ - 2005 r.
- Kwiaty z oflagu – 2005 r.
- Moje afrykańskie korzenie – 2005 r.
- Ten jest dobry, kto chce być dobrym – 2006 r.
- Mogę już iść do Mirka – 2006 r.
- Biało–Czerwona. /St. Lagun o marszałku Piłsudskim/ - 2007 r.
- Zapomną, odejdą – 2008 r.
- Pojednanie – 2008 r.
- Maestro – 2008 r.
- Inny świat. /polski misjonarz na Syberii/ – 2008 r.
- Krzyk żurawi. /o dziennikarzu Włodzimierzu Kaczmarku/ – Polskie Radio Szczecin, emisja 09.04.2009 r.[3]
- Szczeciński Październik ’56 – 2006 r.
- Szczeciński Marzec ’68 – 2008 r.
- Szczeciński Sierpień ’88 – 2008 r.
- Szczeciński Grudzień ’70 – 2007 r.

## Lektor

### Telenowele
- Cristal (TVP Regionalna)
- Marimar (TVP Regionalna)
- Pogarda (TVP Regionalna)

## Nagrody
- „Publicysta Roku” - 2006 r. Jak napisano w protokole pokonkursowym Stowarzyszenia Dziennikarzy - „za profesjonalizm, znajomość tematów i ludzi w prowadzonych przez niego od lat cyklach antenowych reportaży”.

- „Srebrny Krzyż Zasługi” - 2006 r. Nadany przez Prezydenta Rzeczypospolitej Polskiej[4].

- „Za Zasługi dla Niepodległości” - 2014 r. Odznaka Przyznana przez Szefa Urzędu do Spraw Kombatantów i Osób Represjonowanych[5].

- Medal „Stulecia Odzyskanej Niepodległości” przyznany przez Prezydenta Rzeczypospolitej Polskiej[6].

## Rodzina
Żona, Ewa z domu Januszewska, pochodząca z ziemiańskiego rodu Lerchenfeldów. Organizatorka życia teatralnego i koncertowego w ramach Szczecińskiej Agencji Artystycznej. Długoletnia pedagog, wychowawczyni i nauczycielka nauczania początkowego w szkołach podstawowych w Szczecinie. Opiekunka i wychowawczyni dzieci w świetlicy Caritas. 
Córka Joanna - architekt, malarz, asystent w Wyższej Szkole Ekologii i Zarządzania w Warszawie.
Syn Piotr - informatyk, ekonomista 
Wnuk Kajetan.